# Otto Herschmann
Otto Herschmann, avstrijski plavalec in sabljač, * 4. januar 1877, † 14. junij 1942, koncentracijsko taborišče Auschwitz.
Prvo, srebrno, olimpijsko medaljo je osvojil na Poletnih olimpijskih igrah leta 1912 v prostem slogu na 100 m.
Na olimpijskih igrah v Stockholmu leta 1912 je kot član avstrijske sabljaške reprezentance osvojil srebrno olimpijsko medaljo.
Kot Jud je bil poslan v koncentracijsko taborišče Auschwitz, kjer je tudi umrl.